# 郭偉安
郭偉安（Wayne Kwok，12月6日—），香港唱片騎師，現職新城電台。

## 簡介
郭偉安小學畢業於番禺會所華仁小學，中學預科畢業於香港華仁書院。畢業後，參加香港電台舉辦之「跨國DJ比賽」奪得冠軍加入廣播界，並於香港電台任職。
1991年香港發出第三個大氣電波電台廣播牌照，郭偉安獲當時新城電台「勁歌台」第一任台長陳任聘請，並於1991年離開香港電台，轉往新城電台作開台啟播工作至今。
郭偉安的電台廣告作品現獨家於新城電台播放，並活躍於電視及媒體廣告配音界。

## 現主持電台節目

### 新城電台
- 《新城勁爆流行榜》（逢星期六下午4時至晚上7時於新城知訊台播出）

## 曾主持電台節目

### 香港電台第二台
- 《新派一族》
- 《Hello二人早》
- 《中文歌集》
- 《RJ保壘》
- 《DJ工廠》
- 《飛天遁地 Saturday》
- 《飛天遁地 Everyday》

### 新城電台
- 《MUSIC KING KONG 郭偉安》
- 《勁爆榜》
- 《安全理事會》
- 《熱度997》
- 《玩轉997》
- 《安室內電話》
- 《郭記傳訊》
- 《三口組》
- 《各位ONLINE》（2001年1月22日－2007年12月28日）
- 《新城勁爆Online點唱榜》
- 《激In吧》
- 《香港流行音樂共和榜》
- 《流行直播室》
- 《Music On Board》

## 曾主持電視節目
- 《周末任你點》(TVB)
- 《周末音樂快線》(ATV)
- 《大江南北》(TVB)

## 曾演出電視節目
- 1996年：《超級無敵獎門人》第20集(翡翠台)
- 2020年：《我們的音樂時代》第2集(J2)

## 曾配音的電影
- 《蟲蟲特工隊》
- 《小孤星馬高》
- 《騎呢大帝》（高剛）
- 《寶蓮燈》（梅山兄弟）

## 曾聲演的廣告
- 《施巴 活髮洗髮露》
- 《保麗淨假牙清潔片》
- 《嘉胃斯康》
- 《高達 TEAM TRY FIGHTERS》系列玩具
- 《烈車戰隊》系列玩具
- 《幪面超人》系列玩具
- 《特命戰隊 x 特命鬣毛雄獅》系列玩具
- 《獸電戰隊 強龍王 feat. 其它獸電龍》系列玩具
- 勞工署《善用工作台   高處保安全》[1]

## 曾參與的電影
- 《DREAMTRIPS 夢之旅 (1999)》(導演: 吳家龍; 主演: 陳漢詩, 郭偉安) (影評) （页面存档备份，存于）

## 曾參與廣播劇

### 新城電台
- 《孤男寡女 (1999)》(鄭秀文, 劉德華)
- 《機動戰士0079 (1999)》(古巨基, 梁詠琪)
- 《世紀末的彩雪 (1999)》(梁家輝, 梁詠琪)
- 《打妖王 (1999)》(謝霆鋒, 何嘉莉) [註: 曾出版主題曲CD (非賣品)]
- 《都市下一站 (2000)》(楊千嬅,古巨基)
- 《男人，你要爭氣！(2000)》(張家輝, 何超儀)
- 《明天會是晴天 (2001)》(張衛健, 趙薇)
- 《天使愛人 (2001)》(莫文蔚, 許志安)
- 《黑客0001 (2001)》(黎明, 李嘉欣)
- 《讓我愛一次 (2002)》(陳小春, 林嘉欣)

### 網台
- 《殘暴不仁─隋煬帝楊廣 (2018)》[2]

## 派台歌曲成績
| 四台派台歌曲最高位置 | 四台派台歌曲最高位置 | 四台派台歌曲最高位置 | 四台派台歌曲最高位置 | 四台派台歌曲最高位置 | 四台派台歌曲最高位置 | 四台派台歌曲最高位置                                                |
| -------------------- | -------------------- | -------------------- | -------------------- | -------------------- | -------------------- | ------------------------------------------------------------------- |
| 唱片                 | 歌曲                 | 903                  | RTHK                 | 997                  | TVB                  | 備註                                                                |
| 1998年               |                      |                      |                      |                      |                      |                                                                     |
|                      | 打妖王               | -                    | -                    | 3                    | -                    | 與謝霆鋒、郭偉安、何嘉莉、俞詠文合唱 新城電台廣播劇《打妖王》主題曲 |